# Bahnstrecke Rødekro–Løgumkloster–Bredebro
| Strecke |      | Bahnstrecke Bramming–Tondern von Bramming                   | Bahnstrecke Bramming–Tondern von Bramming                   |
| Bahnhof | 0,0  | Bredebro                                                    | Bredebro                                                    |
| Abzweig ehemals geradeaus und nach rechts |      | Bahnstrecke Bramming–Tondern nach Tondern                   | Bahnstrecke Bramming–Tondern nach Tondern                   |
| Haltepunkt / Haltestelle (Strecke außer Betrieb) |      | Ellum (B&S)                                                 | Ellum (B&S)                                                 |
| Kopfbahnhof Streckenende (Strecke außer Betrieb) · Kopfbahnhof Streckenanfang (Strecke außer Betrieb)                                                  | 54,3 | Lügumkloster da. Løgumkloster                               | Lügumkloster da. Løgumkloster                               |
| Strecke von links (außer Betrieb) · Strecke nach rechts (außer Betrieb)                                                                                |      |                                                             |                                                             |
| Haltepunkt / Haltestelle (Strecke außer Betrieb) | 53,6 | Lügumkloster Holmplatz da. Løgumkloster Holmplads           | Lügumkloster Holmplatz da. Løgumkloster Holmplads           |
| Haltepunkt / Haltestelle (Strecke außer Betrieb) | 49,7 | Assith da. Asset                                            | Assith da. Asset                                            |
| Bahnhof (Strecke außer Betrieb) | 48,5 | Alslebenkrug da. Alslev Kro                                 | Alslebenkrug da. Alslev Kro                                 |
| Haltepunkt / Haltestelle (Strecke außer Betrieb) | 46,1 | Graulund da. Gravlund                                       | Graulund da. Gravlund                                       |
| Bahnhof (Strecke außer Betrieb) | 43,6 | Osterterp da. Øster Terp                                    | Osterterp da. Øster Terp                                    |
| Abzweig geradeaus und nach links (Strecke außer Betrieb)                                                                                               |      | Bahnstrecke Branderup–Osterterp zur Sicherungsstellung Nord | Bahnstrecke Branderup–Osterterp zur Sicherungsstellung Nord |
| Bahnhof (Strecke außer Betrieb) | 41,3 | Bedstedt da. Bedsted                                        | Bedstedt da. Bedsted                                        |
| Haltepunkt / Haltestelle (Strecke außer Betrieb) | 39,2 | Sieverkrug da. Sivkro                                       | Sieverkrug da. Sivkro                                       |
| Bahnhof (Strecke außer Betrieb) | 36,6 | Klautoft da. Klovtoft                                       | Klautoft da. Klovtoft                                       |
| Haltepunkt / Haltestelle (Strecke außer Betrieb) | 35,1 | Hellewatt Mühle da. Hellevad Mølle                          | Hellewatt Mühle da. Hellevad Mølle                          |
| Bahnhof (Strecke außer Betrieb) | 33,8 | Hellewatt da. Hellevad                                      | Hellewatt da. Hellevad                                      |
| Haltepunkt / Haltestelle (Strecke außer Betrieb) | 32,5 | Lönholm da. Lønholm                                         | Lönholm da. Lønholm                                         |
| Haltepunkt / Haltestelle (Strecke außer Betrieb) | 31,2 | Ekwatt da. Egvad                                            | Ekwatt da. Egvad                                            |
| Bahnhof (Strecke außer Betrieb) | 29,3 | Norder-Hostrup da. Nørre Hostrup                            | Norder-Hostrup da. Nørre Hostrup                            |
| Bahnhof (Strecke außer Betrieb) | 23,9 | Rauberg da. Rugbjerg                                        | Rauberg da. Rugbjerg                                        |
| Strecke von links (außer Betrieb) · Strecke nach rechts (außer Betrieb) · Strecke                                                                      |      | Bahnstrecke Fredericia–Flensburg von Fredericia             | Bahnstrecke Fredericia–Flensburg von Fredericia             |
| Strecke (außer Betrieb) · Kopfbahnhof Streckenanfang (Strecke außer Betrieb) · ehemaliger Bahnhof                                                      | 22,0 | Haberslund da. Hovslund, bis 1968 Bhf., Hst. bis 1972       | Haberslund da. Hovslund, bis 1968 Bhf., Hst. bis 1972       |
| Strecke nach links (außer Betrieb) · Abzweig nach links und nach rechts (Strecke außer Betrieb) · Kreuzung geradeaus unten (Querstrecke außer Betrieb) |      | Kleinbahnen des Kreises Apenrade nach Apenrade              | Kleinbahnen des Kreises Apenrade nach Apenrade              |
| Strecke |      | Bahnstrecke Fredericia–Flensburg nach Flensburg             | Bahnstrecke Fredericia–Flensburg nach Flensburg             |

| Strecke                                          |      | Bahnstrecke Bramming–Tønder von Bramming        | Bahnstrecke Bramming–Tønder von Bramming        |
| Bahnhof                                          | 36,5 | Bredebro                                        | Bredebro                                        |
| Abzweig ehemals geradeaus und nach rechts        |      | Bahnstrecke Bramming–Tønder nach Tønder         | Bahnstrecke Bramming–Tønder nach Tønder         |
| Haltepunkt / Haltestelle (Strecke außer Betrieb) | 30,4 | Ellum (B&S)                                     | Ellum (B&S)                                     |
| Bahnhof (Strecke außer Betrieb)                  | 27,3 | Løgumkloster                                    | Løgumkloster                                    |
| Bahnhof (Strecke außer Betrieb)                  | 22,4 | Alslev Kro (B&S)                                | Alslev Kro (B&S)                                |
| Bahnhof (Strecke außer Betrieb)                  | 16,7 | Bedsted Løgum                                   | Bedsted Løgum                                   |
| Brücke über Wasserlauf (Strecke außer Betrieb)   |      | Surbæk                                          | Surbæk                                          |
| Bahnhof (Strecke außer Betrieb)                  | 12,1 | Klovtoft (B&S)                                  | Klovtoft (B&S)                                  |
| Bahnhof (Strecke außer Betrieb)                  | 9,2  | Hellevad                                        | Hellevad                                        |
| Bahnhof (Strecke außer Betrieb)                  | 4,9  | Nørre Hostrup (B&S)                             | Nørre Hostrup (B&S)                             |
| Abzweig ehemals geradeaus und von links          |      | Bahnstrecke Fredericia–Flensburg von Fredericia | Bahnstrecke Fredericia–Flensburg von Fredericia |
| Bahnhof                                          | 0,0  | Rødekro                                         | Rødekro                                         |
| Strecke                                          |      | Bahnstrecke Fredericia–Flensburg nach Flensburg | Bahnstrecke Fredericia–Flensburg nach Flensburg |
|                                                  |      |                                                 |                                                 |
| Quellen:                                         |      |                                                 |                                                 |

Die Bahnstrecke Rødekro–Løgumkloster–Bredebro (dänisch Rødekro–Løgumkloster–Bredebro Jernbane, auch Klosterbanen genannt) – weil Løgumkloster umgangssprachlich Kloster genannt wurde – war eine südjütländische Eisenbahnstrecke, die nach der Volksabstimmung in Schleswig 1920 vorgeschlagen und vom dänischen Rigsdagen mit dem Eisenbahngesetz vom 29. März 1924 beschlossen wurde.

## Vorgeschichte
Hintergrund war der Wunsch der Bewohner in dieser ab 1920 dänischen Region, eine verbesserte Verbindung zwischen Ost- und Westjütland zu den bestehenden beiden Bahnstrecken Bredebro–Lügumkloster und Lügumkloster–Haberslund(–Apenrade) zu erhalten. Es bestand in diesem dünn besiedelten Gebiet bereits eine andere Querbahn, die Bahnstrecke Tønder–Tinglev, nur wenige Kilometer südlich. Dennoch wurde der Bau beschlossen.

## Bahnstrecke Bredebro–Lügumkloster
Die Holsteinische Marschbahn-Gesellschaft eröffnete am 15. November 1887 eine Bahnstrecke von Heide zur damaligen deutsch-dänischen Grenze bei Hvidding. Die normalspurige Strecke Bredebro–Lügumkloster zweigte als Nebenbahn von ihr ab und wurde am 21. September 1888 eröffnet. Bereits sie wurde Klosterbahn genannt.
Sie wurde mit für die damalige Zeit relativ schweren Schienen mit einem Metergewicht von 33,4 kg gebaut und war vollständig eingezäunt. Sie wurde von der Preußischen Staatseisenbahn am 1. Juli 1890 übernommen. 1920 kam die Strecke wie alle preußischen Strecken in Nordschleswig zu den Danske Statsbaner (DSB). Die Strecke war in einem besseren Zustand als alle anderen, die Dänemark übernahm. Es mussten nur rund 1000 Schwellen ersetzt werden, als sie in die neu zu bauende Strecke übernommen wurde.

## Bahnstrecke Lügumkloster–Haberslund(–Apenrade)
Die Bahnstrecke zwischen Apenrade und Lügumkloster über Haberslund an der Bahnstrecke Flensburg–Fredericia wurde am 8. Mai 1901 von der Gesellschaft Kleinbahnen des Kreises Apenrade als Schmalspurbahn mit einer Spurweite von 1000 mm eröffnet. 1920 wurde diese Gesellschaft von Aabenraa Amt übernommen und in Aabenraa Amts Jernbaner (AaAJ) umbenannt.
Diese Schmalspurbahnen erwiesen sich schnell als unrentabel und es gab Überlegungen, sie stillzulegen. Gerade die sehr kurvenreiche Strecke, die von Apenrade nach Lügumkloster nach einem großen Halbkreis um Apenrade über Loit, Knivsberg und Haberslund führte, sollte nicht weiter befahren werden und durch eine direkte Verbindung Rothenkrug–Lügumkloster als Erweiterung der bestehenden Strecke Rothenkrug–Apenrade ersetzt werden.
Dabei könnte von Norder-Hostrup in Richtung Westen der Bahndamm der alten Strecke teilweise Verwendung finden. An anderen Stellen ist die Strecke so kurvenreich, dass eine Neutrassierung notwendig werden würde.

## Bahnstrecke Bredebro–Løgumkloster–Rødekro
Die geplante Neubaustrecke bestand aus mehreren Abschnitten:
- eine vorhandene Bahnstrecke
- zwei Abschnitte einer bestehenden Bahn, die stillgelegt wurde, um den Bahndamm für den Neubau zu nutzen
- drei neu angelegte Streckenabschnitte.

Die Planungen für die neue Linienführung begannen am 11. Juli 1924, die Bauarbeiten 1925. Der Bau der neuen Streckenabschnitte war durch die geographischen Verhältnisse relativ einfach. Die Übernahme der Bahndämme der Aabenraa Amts Jernbaner, auf der die Gleise der Kreisbahn in Schmalspur (1000 mm) auf acht Kilometern durch die Normalspur (1435 mm) ersetzt wurde, war unproblematisch, da beschlossen wurde, die AaAJ zum 31. März 1926 einzustellen.
Ein neuer Bahndamm wurde von Rødekro über Nørre Hostrup gebaut, wo er in Ortsmitte den alten Bahndamm der Kreisbahn erreichte. Diesem folgte er westlich bis Hellevad, jedoch ohne die bisherigen Haltestellen in Egvad und Lønholm. Nach Hellevad wurden weitere sechs Kilometer des alten Planums über Klovtoft bis östlich von Bedsted Løgum genutzt, die bisherigen Stationen Hellevad Mølle und Sivkro entfielen.
Dann folgte ein Neubauabschnitt Richtung Bedsted Løgum und vorbei an Sønder-Gravlund, wo die alte Strecke westlich von Asset gekreuzt wurde. Als neue Station wurde Alslev Kro mit nördlicherer Lage als früher aufrechterhalten, während  Øster Terp, Sønder-Gravlund und Asset entfielen.
Nach Asset bis Starup konnten zwei Kilometer der alten Strecke genutzt werden, ab hier folgte der Streckenneubau bis zum Bahnhof Løgumkloster. Der Haltepunkt Holmplads der Kleinbahn mitten im Ort, der nahe am Stadtzentrum lag und für 90 Prozent des Personenverkehrsaufkommens des Ortes sorgte, wurde aufgelassen.
Damit wurden die bisher 13 Haltestellen der Aabenraa Amts Jernbaner auf fünf reduziert. Sie erhielten neue Bahnhofsgebäude. Bedsted Løgum und Hellevad wurden von Baumeister Wollesen aus Hellevad und die Gebäude in Alslev Kro, Klovtoft und Nørre Hostrup von Baumeister Jacobsen aus Bolderslev errichtet. Die DSB verließen dabei das bisherige deutsche Kleinbahnkonzept, bei dem die Aufgaben der Bahnhöfe unter anderem von Gasthöfen oder Bauernhöfen übernommen wurden.
Mit den verwendete Schienen mit einem Metergewicht von 32 kg wäre eine Geschwindigkeit von 70 km/h möglich gewesen. Von den 73 Bahnübergänge an der Strecke – 49 private und 24 öffentliche – war nur einer bewacht. Es war zudem keine Telegraphenverbindung errichtet worden, nur ein einziger Telefonanschluss stand zur Verfügung. Deshalb wurde eine maximale Geschwindigkeit von 45 km/h zugelassen.
Die Wartung der Strecke erfolgte durch Bahnwärter. Sieben Wärter waren auf drei Kolonnen mit festen Stationen in Rødekro, Bedsted Løgum und Løgumkloster verteilt. Für den Vorgesetzten der Wärter wurde ein Dienstgebäude errichtet.
Der Abschlussbericht über die Baukosten enthielt 2,074 Mio. Kronen. In der ursprünglichen Planung waren 2,9 Mio. Kronen veranschlagt worden. Allein der Anteil der DSB für Lokomotiven und Wagen betrug 400.000 Kronen.

## Bahnhöfe
Hellevad und Bedsted Løgum waren Kreuzungsbahnhöfe mit 180 m Kreuzungsgleis und 70 m Abstell- und Ladegleis. Nørre Hostrup, Klovtoft, Alslev Kro und  Ellum waren Fahrkartenverkaufsstellen mit einem öffentlichen Abstell- und Ladegleis mit etwa 50 Meter Länge. Fahrkartenverkaufsstellen mit Ladegleis (dänisch Billetsalgssteder med offentligt sidespor) waren in den Dienstfahrplänen mit B&S bezeichnet.

## Verkehr
Die Vorstellungsfahrt für die Presse fand am 1. Oktober 1927 mit dem Verkehrsinspektor für die Sønderjyske Statsbaner A. J. Joest aus Aabenraa statt.
Die Einweihung der neuen Klosterbane erfolgte am 2. Oktober 1927 durch Verkehrsminister Johannes Stensballe und das geschäftsführende Vorstandsmitglied der DSB Theodor Andersen-Alstrup. Der planmäßige Betrieb wurde am 3. Oktober aufgenommen. Nun dauerte eine Zugfahrt von Løgumkloster nach Aabenraa etwa 75 Minuten anstatt drei bis vier Stunden, dazu noch ungefähr zum halben Preis wie zuvor.
1927 bis 1930 fuhren täglich fünf Zugpaare auf der Strecke Rødekro–Løgumkloster–Bredebro und zwei zusätzliche Zugpaare auf der Strecke Løgumkloster–Bredebro.
Einzelne Züge verkehrten zwischen Tønder und Aabenraa. Ab 15. Mai 1930 fuhr ein Dampfzugpaar mit neuem Wagenmaterial der 2. und 3. Klasse im Abschnitt Aabenraa–Bredebro, der ab dem 15. Mai 1933 wieder eingestellt wurde, weil er zu wenig benutzt wurde, möglicherweise jedoch, weil er an Wochentagen von Aabenraa als gemischter Zug gefahren wurde, so dass die Fahrzeit wegen der Rangierarbeiten unterwegs relativ lang war. Alle anderen Züge führten nur die 3. Klasse. Ab 1931 sanken die Beförderungsleistungen im Personen- und Güterverkehr durch die Konkurrenz der Autos drastisch.
1934 fuhr ein Zug über die gesamte Strecke Tønder–Løgumkloster–Aabenraa, jedoch nicht in die entgegengesetzte Richtung.

## Stilllegung
Im Berichtsjahr 1931/32 wurden Einnahmen von 133.000 Kronen und reine Kosten für den Fahrbetrieb mit 275.000 Kronen verzeichnet. Zum Reinverlust von 142.000 Kronen und nach Berücksichtigung von Zinsen und Abschreibungen entstand ein Fehlbetrag von 300.000 Kronen.
Niemand sah Möglichkeiten, Einnahmen und Ausgaben zukünftig in ein Gleichgewicht zu bringen. Es gab lediglich zwei Möglichkeiten, entweder Kosteneinsparungen durch vereinfachte Bedienung oder Stilllegung der Strecke. Die Entscheidung fiel für die Stilllegung.
Die Strecke wurde am 15. Mai 1936 eingestellt und war somit nur etwa 8½ Jahre in Betrieb. Nur die  Bahnstrecke Hvalsø–Frederikssund hatte eine kürzere Lebensdauer. 1938 wurden die gesamten Schienen abgebaut, wobei die DSB vorher angedacht hatte, den Abschnitt Bredebro–Løgumkloster noch einige Zeit bestehen zu lassen.

## Erhaltene Bahnhöfe und Bahndammabschnitte
Trotz des 1938 erfolgten Schienenabbaus sind einige Stellen des ehemaligen Bahndamms deutlich zu erkennen, wie westlich von Klovtoft Richtung Grenvej und in Grenegården. Ein Stück, das als Weg verwendet wird, liegt am Aaspevej in Bredebro und führt zum ehemaligen Bahnhof.
Von den vom DSB-Architekt Knud Tanggaard Seest gezeichneten Bahnhofsgebäuden sind noch vorhanden: Nørre Hostrup: Egvadvej 4; Hellevad: Søndervænget 10; Klovtoft: Klovtoftvej 43; Bedsted: Lundbyesvej 14; Alslev Kro: Krusåvej 17; Løgumkloster: Stationsvej 16 und Ellum: Ellum Bygade 27.